# Ballyallia Lough SPA
Ballyallia Lough SPA este o arie protejată (arie de protecție specială avifaunistică — SPA) din Irlanda întinsă pe o suprafață de 140,73 ha, integral pe uscat.

## Localizare
Centrul sitului Ballyallia Lough SPA este situat la coordonatele 52°52′33″N 8°59′03″W / 52.875714°N 8.984285°V.

## Înființare
Situl Ballyallia Lough SPA a fost declarat arie de protecție specială avifaunistică în noiembrie 1995 pentru a proteja 16 specii de animale.

## Biodiversitate
Situată în ecoregiunea atlantică, aria protejată nu include niciun habitat protejat.
La baza desemnării sitului se află mai multe specii protejate de  păsări (16): rață sulițar (Anas acuta), rață lingurar (Anas clypeata), rață pitică (Anas crecca), rață fluierătoare (Anas penelope), rață mare (Anas platyrhynchos), rață pestriță (Anas strepera), gâscă cenușie (Anser anser), stârc cenușiu (Ardea cinerea), rață-cu-cap-castaniu (Aythya ferina), rața moțată (Aythya fuligula), lebădă de iarnă (Cygnus cygnus), lișiță (Fulica atra), pescăruș râzător (Larus ridibundus), sitar de mâl (Limosa limosa), corcodel mic (Tachybaptus ruficollis), nagâț (Vanellus vanellus).
Pe lângă speciile protejate, pe teritoriul sitului au mai fost identificate 1 specie de păsări.